# Клава Кока
Клава Кока (справж. ім'я: Клавдія Вадимівна Високова; нар. 23 липня 1995 року в Єкатеринбурзі) — російська відеоблогерка, співачка та авторка пісень. Після перемоги кастинг-шоу «Молода кров» у 2015 році, з нею підписав контракт лейбл Black Star Inc..
У 2019 році була номінована на премію Nickelodeon Kids' Choice Awards в номінації «Улюблений російський музичний блогер».
З 7 січня 2023 року перебуває під санкціями РНБО за антиукраїнську діяльність. Підтримує російсько-українську війну.

## Біографія

### Дитинство
Народилася 23 липня 1995 року в Єкатеринбурзі, в багатодітній родині. У неї є рідні брат (Лев) і сестра (Лада). З раннього дитинства Клава займалася в різних секціях, серед них були танці, плавання, фехтування, малювання, спів у джазовому хорі і англійська мова.
Як говорить сама співачка, батьки з дитинства давали дітям можливість вибирати, і саме завдяки цьому вона і почала справу, з якою згодом пов'язала своє життя, проте, знову ж, зі слів артистки, батьки їм не потурали, але при цьому, якщо у дітей була мета, батьки навчали їх правильно іти до неї і домагатися бажаного.

### Початок музичної кар'єри
Клава і її брат і сестра з дитинства були оточені музикою, яка стала важливою частиною їхнього життя. Вони виросли на піснях групи «Queen», Вітні Х'юстон, Френка Сінатри і «The Beatles». Сама Клава згадувала, що любила дуже різну музику: їй подобалися «Ранетки», «Tokio Hotel», «Green Day» і навіть Джастін Бібер.

### Перші гроші і місця роботи
Клава з 11-ти років почала працювати: «Я завжди любила гроші і вкладала їх у творчість. Я працювала з 11-ти років, я і флаєри роздавала, і продавала сім-карти на вокзалі, і взуття, і іграшки, але я не шкодую ні про що. Це мій досвід. Без чорної смуги не відчуєш білу». Зароблені гроші артистка витрачала на створення фотосесій для себе, створення кліпів, а також для роботи з аранжувальниками.

### Шкільні та університетські роки
Клавдія завжди була товариська. Як говорить сама співачка, вона завжди була «душею компанії».
Після школи Клава Кока збиралася вступати у Всеросійський державний інститут кінематографії імені С. А. Герасимова (ВДІК), однак, їй не вистачило одного бала за ЄДІ для вступу на навчання на бюджетній основі, і Клава поступила в Російську академію народного господарства і державної служби при Президентові Російської Федерації (РАНХиГС) на бюджетну основу, а закінчила її вже будучи артистом Російського музичного лейблу Black Star Inc..

## Музична кар'єра

### Ранні роки
Клава навчалася в Свердловській дитячій філармонії, полюбила сцену і почала виступати з хором по Росії і за кордоном. У 8 років написала пісню, присвячену бабусі. У 12 років написала другу пісню «Cuz I See» й вирішила стати музиканткою. В дитинстві надихалася творчістю групи «Ранетки». Клава хотіла стати однією з учасниць. Завдяки цій групі почала грати на різних інструментах (сопілка, барабани, акустична гітара, бас-гітара, фортепіано, електрогітара, укулеле).
2012 року взяла участь у міжнародному фестивалі-конкурсі «Я-артист» і вийшла у фінал. Потім взяла участь у конкурсі «Фактор А».
Паралельно участі в різних конкурсах, Клавдія записувала свої треки і навіть випустила дебютний альбом, який вийшов у світ у 2015 році і називався «Кусто».

#### Перші концерти
На перших концертах були присутні лише її друзі, батьки і брат з сестрою. Клава сама займалася організацією та створенням своїх концертів. Вона співала в караоке, в школі, в університеті, а також у своїй власній групі, з якою і записувала свої перші треки, однак, трохи пізніше група розпалася, але артистка продовжила брати участь у всіх заходах, де тільки могла.

#### Прихід до успіху
Вирішальну роль у музичній кар'єрі Клави Коки зіграв конкурс Молода кров, участь в якому співачка взяла в 2015 році, де Клавдія стала однією з 10-ти фіналістів. У 2015—2024 роках випустила 19 композицій власного написання і зняла 12 відеокліпів, з яких 5 сама спродюсувала.

## Санкції
7 січня 2023 року, на тлі вторгнення Росії в Україну, внесена до санкційних списків України, які передбачають блокування активів, повне припинення комерційних операцій, зупинку виконання економічних і фінансових зобов'язань.
У лютому 2024 року Естонія заборонила Клавдії в'їзд до країни і скасували концерт у Таллінні.

## Дискографія

### Студійні альбоми
| Назва               | Інформація                                                                        | Примітка |
| ------------------- | --------------------------------------------------------------------------------- | -------- |
| Кусто               | - Реліз: 17 березня 2015 - Формат: Цифрова дистрибуція                            |          |
| Неприлично о личном | - Реліз: 22 листопада 2019 - Лейбл: Black Star Inc. - Формат: Цифрова дистрибуція |          |

### Сингли
| Рік  | Назва                                                       | Альбом              | Чарти                           | Чарти                 | Чарти                   | Чарти                   | Примітки       |
| Рік  | Назва                                                       | Альбом              | СНД                             | СНД                   | СНД                     | СНД                     | Примітки       |
| Рік  | Назва                                                       | Альбом              | TopHit Top Radio & YouTube Hits | TopHit Top Radio Hits | TopHit Top YouTube Hits | IVI Music Videos Top 50 | Примітки       |
| ---- | ----------------------------------------------------------- | ------------------- | ------------------------------- | --------------------- | ----------------------- | ----------------------- | -------------- |
| 2016 | «Май»                                                       | без альбому         | 147                             | 180                   | 23                      |                         | цифровий сингл |
| 2016 | «Если…» (при уч. Ольги Бузовой)                             | без альбому         |                                 |                       |                         |                         | цифровий сингл |
| 2016 | «Не отпускай»                                               | без альбому         | 163                             | 256                   | 31                      |                         | цифровий сингл |
| 2016 | «Тише»                                                      | без альбому         |                                 |                       |                         |                         | цифровий сингл |
| 2016 | «Тише» (Acoustic)                                           | без альбому         |                                 |                       |                         |                         | цифровий сингл |
| 2016 | «Тише» (Remix)                                              | без альбому         |                                 |                       |                         |                         | цифровий сингл |
| 2017 | «Я устала»                                                  | без альбому         | 181                             | 284                   | 53                      | 8                       | цифровий сингл |
| 2017 | «Теряю себя» (при уч. DJ Daveed)                            | без альбому         |                                 |                       |                         |                         | цифровий сингл |
| 2017 | «Нету времени»                                              | без альбому         | 281                             | —                     | 35                      | Н/Д                     | цифровий сингл |
| 2017 | «Прости»                                                    | без альбому         | 241                             | —                     | 37                      | Н/Д                     | цифровий сингл |
| 2017 | «Я полюбила»                                                | без альбому         | —                               | —                     | —                       | Н/Д                     | цифровий сингл |
| 2017 | «Мурашки»                                                   | без альбому         | —                               | —                     | —                       | Н/Д                     | цифровий сингл |
| 2018 | «Воспоминание»                                              | без альбому         | —                               | —                     | —                       | Н/Д                     | цифровий сингл |
| 2018 | «Забери меня»                                               | без альбому         | —                               | 880                   | —                       | Н/Д                     | цифровий сингл |
| 2018 | «Тик-так»                                                   | Орёл и решка (OST)  |                                 |                       |                         | Н/Д                     | цифровий сингл |
| 2018 | «Не обламывай»                                              | без альбому         | —                               | —                     | —                       | Н/Д                     | цифровий сингл |
| 2018 | «Стала сильнее»                                             | Пацанки-3 (OST)     | —                               | —                     | —                       | Н/Д                     | цифровий сингл |
| 2018 | «Крутишь»                                                   | без альбому         | 905                             | 624                   | —                       | Н/Д                     | цифровий сингл |
| 2018 | «Ненавижу-обожаю»                                           | без альбому         | —                               | —                     | —                       | Н/Д                     | цифровий сингл |
| 2019 | «Одинокий человек»                                          | без альбому         |                                 |                       |                         | Н/Д                     | цифровий сингл |
| 2019 | «Девочка-пай» (при уч. Тимати)                              | Неизданное          |                                 |                       |                         | Н/Д                     | цифровий сингл |
| 2019 | «Фак-Ю» (при уч. Люси Чеботиной)                            | без альбому         |                                 |                       |                         | Н/Д                     | цифровий сингл |
| 2019 | «Грехи» (при уч. Егора Крида)                               | без альбому         |                                 |                       |                         | Н/Д                     | цифровий сингл |
| 2019 | «Влюблена в МДК»                                            | Неприлично о личном |                                 |                       |                         | Н/Д                     | цифровий сингл |
| 2019 | «Зая»                                                       | Неприлично о личном |                                 |                       |                         | Н/Д                     | цифровий сингл |
| 2019 | «Занаво»                                                    | Пацанки (OST)       |                                 |                       |                         | Н/Д                     | цифровий сингл |
| 2019 | «Ноги делают ноги»                                          | Неприлично о личном |                                 |                       |                         | Н/Д                     | цифровий сингл |
| 2019 | «Половина»                                                  | Неприлично о личном |                                 |                       |                         | Н/Д                     | цифровий сингл |
| 2019 | «Мне пох» (совместно с Morgenshtern)                        | Неприлично о личном |                                 |                       |                         | Н/Д                     | цифровий сингл |
| 2019 | «Hookah Hunnies» (совместно с Bianca Bonnie & Brooke Lynne) | без альбому         |                                 |                       |                         | Н/Д                     | цифровий сингл |
| 2019 | «Мне пох» (DJ Noiz Remix)                                   | без альбому         |                                 |                       |                         | Н/Д                     | цифровий сингл |

## Відеографія
| Рік  | Кліп                           | Режиссер                      | Альбом              |
| ---- | ------------------------------ | ----------------------------- | ------------------- |
| 2016 | «Май»                          | Kate Yak                      | без альбому         |
| 2016 | «Если…» (feat. Ольга Бузова)   | Віктор Абрамов                | без альбому         |
| 2016 | «Не отпускай»                  | Kate Yak                      | без альбому         |
| 2017 | «Я устала»                     | Катя Телегіна                 | без альбому         |
| 2017 | «Нету времени»                 | Клава Кока                    | без альбому         |
| 2017 | «Прости»                       | Клава Кока                    | без альбому         |
| 2017 | «Мурашки»                      | Клава Кока                    | без альбому         |
| 2018 | «Воспоминание»                 | Марія Скобєлєва, Клава Кока   | без альбому         |
| 2018 | «Забери меня»                  | Клава Кока                    | без альбому         |
| 2018 | «Тик-Так» (Lyric Video)        | (OST Орёл и Решка)            | без альбому         |
| 2018 | «Не обламывай» (Mood Video)    | Неизвестно                    | без альбому         |
| 2018 | «Крутишь»                      | Клава Кока, Алтана Коженбаєва | без альбому         |
| 2018 | «Ненавижу-обожаю»              | Джулія Сотнікова, Роман Ткач  | без альбому         |
| 2019 | «Грехи» (feat. Егор Крид)      | Александр Романов             | без альбому         |
| 2019 | «Влюблена в МДК»               | Клава Кока                    | Неприлично о личном |
| 2019 | «Зая»                          | Алина Герман                  | Неприлично о личном |
| 2019 | «Половина»                     | Карина Галдіна                | Неприлично о личном |
| 2019 | «Мне Пох» (feat. Morgenshtern) | Алексей Хруслов               | Неприлично о личном |

## Премії і номінації
| Рік  | Премія                          | Номінація                            | Результат | Іст.          |
| ---- | ------------------------------- | ------------------------------------ | --------- | ------------- |
| 2019 | Nickelodeon Kids' Choice Awards | Улюблений російський музичний блогер | Номінація | [ 10 ] [ 52 ] |

## Відеоблог
Клава Кока не тільки співає пісні і знімає кліпи, але і веде свій YouTube канал, де розповідає своїм читачам про те, як і чим живе, веде музичні рубрики, такі як: КлаваТранслейт, найбільша кількість переглядів, подолав поріг в 15 млн переглядів, КокаПелла, найбільша кількість переглядів — 6,5 млн переглядів. У Клави на каналі виходять блоги з її поїздок і концертів.
На листопад 2019 року має більше 1,95 мільйонів підписників.
З 2019 року зустрічалася з відеоблогером Дімою Гордієм. Однак, на початку липня 2021 року останній розповів про розставання з Клавою. Цю ідею не підтримала співачка.